# Нова Спорт
Нова Спорт је била спортска телевизијска станица са седиштем у Београду. Њен власник је била United Media, а покренута је 4. децембра 2019. када је поједини спортски садржај премештен са Нове и Спорт клуба на Нову Спорт.
Пословала је на територији Србије, Хрватске, Босне и Херцеговине, Црне Горе, Северне Македоније и Словеније. Био је специјализован за пренос спортских догађаја која гледаоцима нуди разноврстан спортски садржај 24 часа дневно. Доступан је у HD технологији.
Нова Спорт је приказивала немачку Бундеслигу, као и мање атрактивне лиге као што су финска Вајкауслига, чешка Фортуна лига, словеначка Прва лига, литванска А лига и белоруска Премијер лига. Од осталих спортова приказују се тениски Мастерс 1000 и АТП 500 турнири, као и Вимблдон и трке NASCAR шампионата.